# Acephala
Acephala is een geslacht van schimmels uit de familie Vibrisseaceae. De typesoort is Acephala applanata.

## Soorten
Volgens Index Fungorum bevat het geslacht twee soorten (peildatum december 2021):
| Soortnaam                  | Auteur(s)            | Publicatiejaar |
| -------------------------- | -------------------- | -------------- |
| Acephala applanata         | Grünig & T.N. Sieber | 2005           |
| Acephala macrosclerotiorum | Münzenb. & Bubner    | 2009           |